# Tournoi de clôture du championnat d'Argentine de football 2005
Navigation
Tournoi précédent Tournoi suivant
Le tournoi de clôture de la saison 2005 du Championnat d'Argentine de football est le second tournoi semestriel de la 75e édition du championnat de première division en Argentine. Les vingt équipes sont regroupées au sein d'une poule unique où elles affrontent une fois chacun de leurs adversaires. Un classement cumulé sur les trois dernières années permet de déterminer les deux équipes reléguées à l'issue du tournoi ainsi que les deux formations engagées en barrage de promotion-relégation, mis en place à partir de cette saison.
C'est le club de Vélez Sarsfield qui remporte le tournoi après avoir terminé en tête du classement final, avec six points d'avance sur le Banfield et sept sur le Racing Club. C'est le sixième titre de champion d'Argentine de l'histoire du club, le premier depuis sept ans.
À noter la mauvaise saison des quatre clubs promus de deuxième division : ils terminent aux quatre dernières places du classement cumulé et deux d'entre eux doivent ainsi s'engager en barrage de promotion-relégation, barrage qu'ils remportent, ce qui leur permet de sauver leur place parmi l'élite.

## Qualifications continentales
L'Argentine dispose de 5 places en Copa Libertadores. Elles reviennent aux vainqueurs des tournois Ouverture et Clôture ainsi qu'aux trois meilleures équipes du classement cumulé des deux tournois. En ce qui concerne la Copa Sudamericana, la fédération argentine peut aligner 7 équipes qui sont les sept premières du même classement cumulé. Comme les deux compétitions continentales sont disputées à six mois d'intervalle, un club peut donc s'engager dans les deux coupes.

## Les clubs participants
| \| Buenos Aires La Plata Rosario Santa Fe Córdoba Bahía Blanca Tres Arroyos \| Villes représentées lors de la saison 2004-2005 |
| Buenos Aires La Plata Rosario Santa Fe Córdoba Bahía Blanca Tres Arroyos                                                       |

- Arsenal
- Gimnasia y Esgrima (La Plata)
- Rosario Central
- Quilmes
- Boca Juniors
- Banfield
- Colón (Santa Fe)
- Olimpo (Bahía Blanca)
- Independiente
- Lanús
- Newell's Old Boys (Rosario)
- Racing Club
- San Lorenzo de Almagro
- Estudiantes (La Plata)
- River Plate
- Vélez Sársfield
- Instituto (Córdoba)
- Almagro
- Argentinos Juniors
- Huracán (Tres Arroyos)

## Compétition
Le barème utilisé pour établir le classement est le suivant :
- Victoire : 3 points
- Match nul : 1 point
- Défaite : 0 point

### Classement
| Rang | Équipe                        | Pts | J  | G  | N | P  | Bp | Bc | Diff |
| ---- | ----------------------------- | --- | -- | -- | - | -- | -- | -- | ---- |
| 1    | Vélez Sársfield               | 39  | 19 | 11 | 6 | 2  | 32 | 14 | +18  |
| 2    | Banfield                      | 33  | 19 | 10 | 3 | 6  | 25 | 16 | +9   |
| 3    | Racing Club                   | 32  | 19 | 9  | 5 | 5  | 25 | 17 | +8   |
| 4    | Estudiantes (La Plata)        | 31  | 19 | 8  | 7 | 4  | 28 | 23 | +5   |
| 5    | Rosario Central               | 31  | 19 | 8  | 7 | 4  | 26 | 23 | +3   |
| 6    | Arsenal                       | 30  | 19 | 8  | 6 | 5  | 27 | 22 | +5   |
| 7    | Gimnasia y Esgrima (La Plata) | 29  | 19 | 9  | 2 | 8  | 25 | 25 | 0    |
| 8    | Lanús                         | 28  | 19 | 7  | 7 | 5  | 36 | 27 | +9   |
| 9    | Instituto (Córdoba)           | 28  | 19 | 8  | 4 | 7  | 32 | 30 | +2   |
| 10   | River Plate                   | 27  | 19 | 8  | 3 | 8  | 31 | 29 | +2   |
| 11   | Colón (Santa Fe)              | 26  | 19 | 6  | 8 | 5  | 30 | 23 | +7   |
| 12   | Independiente                 | 26  | 19 | 6  | 8 | 5  | 29 | 26 | +3   |
| 13   | Olimpo (Bahía Blanca)         | 26  | 19 | 7  | 5 | 7  | 18 | 22 | -4   |
| 14   | Newell's Old Boys (Rosario)T  | 24  | 19 | 5  | 9 | 5  | 22 | 21 | +1   |
| 15   | Boca Juniors                  | 22  | 19 | 6  | 4 | 9  | 26 | 30 | -4   |
| 16   | San Lorenzo de Almagro        | 22  | 19 | 6  | 4 | 9  | 23 | 29 | -6   |
| 17   | Argentinos Juniors            | 21  | 19 | 5  | 6 | 8  | 28 | 30 | -2   |
| 18   | Quilmes                       | 20  | 19 | 5  | 5 | 9  | 16 | 23 | -7   |
| 19   | Almagro                       | 13  | 19 | 3  | 4 | 12 | 22 | 44 | -22  |
| 20   | Huracán (Tres Arroyos)        | 5   | 19 | 0  | 5 | 14 | 11 | 41 | -30  |

|  | Qualification directe pour la Copa Libertadores 2006 |
|  | T : Tenant du titre                                  |

### Classement cumulé
Un classement cumulé des tournois Ouverture et Clôture permet de déterminer les équipes qualifiées pour la Copa Libertadores 2006 et la Copa Sudamericana 2005.
| Rang | Équipe                         | Pts | J  | G  | N  | P  | Bp | Bc | Diff |
| ---- | ------------------------------ | --- | -- | -- | -- | -- | -- | -- | ---- |
| 1    | Vélez SarsfieldClo             | 73  | 38 | 21 | 10 | 7  | 53 | 30 | +23  |
| 2    | Estudiantes (La Plata)         | 61  | 38 | 15 | 16 | 7  | 50 | 37 | +13  |
| 3    | Rosario Central                | 61  | 38 | 16 | 13 | 9  | 46 | 39 | +7   |
| 4    | River Plate                    | 60  | 38 | 17 | 9  | 12 | 59 | 48 | +11  |
| 5    | Newell's Old Boys (Rosario)Ouv | 60  | 38 | 15 | 15 | 8  | 42 | 32 | +10  |
| 6    | Banfield                       | 59  | 38 | 16 | 11 | 11 | 49 | 38 | +11  |
| 7    | Racing Club                    | 58  | 38 | 17 | 7  | 14 | 48 | 39 | +9   |
| 8    | Lanús                          | 54  | 38 | 13 | 15 | 10 | 61 | 53 | +8   |
| 9    | Arsenal                        | 54  | 38 | 13 | 15 | 10 | 45 | 39 | +6   |
| 10   | Gimnasia y Esgrima (La Plata)  | 54  | 38 | 15 | 9  | 14 | 41 | 48 | -7   |
| 11   | Colón (Santa Fe)               | 53  | 38 | 13 | 14 | 11 | 54 | 45 | +9   |
| 12   | San Lorenzo de Almagro         | 52  | 38 | 14 | 10 | 14 | 52 | 51 | +1   |
| 13   | Independiente                  | 49  | 38 | 12 | 13 | 13 | 52 | 52 | 0    |
| 14   | Boca JuniorsC3                 | 48  | 38 | 13 | 9  | 16 | 48 | 46 | +2   |
| 15   | Quilmes                        | 44  | 38 | 11 | 11 | 16 | 30 | 41 | -11  |
| 16   | Argentinos Juniors             | 43  | 38 | 11 | 10 | 17 | 45 | 48 | -3   |
| 17   | Olimpo (Bahía Blanca)          | 43  | 38 | 11 | 10 | 17 | 39 | 51 | -12  |
| 18   | Instituto (Córdoba)            | 42  | 38 | 10 | 12 | 16 | 49 | 59 | -10  |
| 19   | Almagro                        | 38  | 38 | 8  | 14 | 16 | 40 | 62 | -22  |
| 20   | Huracán (Tres Arroyos)         | 17  | 38 | 2  | 11 | 25 | 31 | 76 | -45  |

|  | Qualification directe pour la Copa Libertadores 2006 et pour la Copa Sudamericana 2005                                             |
|  | Qualification directe pour la Copa Sudamericana 2005                                                                               |
|  | Ouv : Vainqueur du tournoi d'Ouverture 2004 Clo : Vainqueur du tournoi de Clôture 2005 C3 : Vainqueur de la Copa Sudamericana 2004 |

- En tant que vainqueur du tournoi Ouverture, Newell's Old Boys est automatiquement qualifié pour la phase de poules de la Copa Libertadores 2006 et laisse sa place en tour préliminaire à River Plate.

### Table de relégation
Un classement cumulé des trois dernières saisons du championnat permet de déterminer les deux équipes reléguées en Primera B et les deux qui doivent disputer un barrage de promotion-relégation. 
| Rang | Équipe                         | Pts   | J   | G | N | P | Bp | Bc | Diff |
| ---- | ------------------------------ | ----- | --- | - | - | - | -- | -- | ---- |
| 1    | River Plate                    | 1,798 | 114 |   |   |   |    |    |      |
| 2    | Boca Juniors                   | 1,771 | 114 |   |   |   |    |    |      |
| 3    | Vélez SarsfieldClo             | 1,684 | 114 |   |   |   |    |    |      |
| 4    | Banfield                       | 1,500 | 114 |   |   |   |    |    |      |
| 5    | San Lorenzo de Almagro         | 1,491 | 114 |   |   |   |    |    |      |
| 6    | Rosario Central                | 1,464 | 114 |   |   |   |    |    |      |
| 7    | Racing Club                    | 1,412 | 114 |   |   |   |    |    |      |
| 8    | Newell's Old Boys (Rosario)Ouv | 1,403 | 114 |   |   |   |    |    |      |
| 9    | Colón (Santa Fe)               | 1,394 | 114 |   |   |   |    |    |      |
| 10   | Arsenal                        | 1,385 | 114 |   |   |   |    |    |      |
| 11   | Quilmes                        | 1,368 | 76  |   |   |   |    |    |      |
| 12   | Independiente                  | 1,350 | 114 |   |   |   |    |    |      |
| 13   | Estudiantes (La Plata)         | 1,298 | 114 |   |   |   |    |    |      |
| 14   | Lanús                          | 1,289 | 114 |   |   |   |    |    |      |
| 15   | Gimnasia y Esgrima (La Plata)  | 1,210 | 114 |   |   |   |    |    |      |
| 16   | Olimpo (Bahía Blanca)          | 1,166 | 114 |   |   |   |    |    |      |
| 17   | Argentinos Juniors             | 1,131 | 38  |   |   |   |    |    |      |
| 18   | Instituto (Córdoba)            | 1,105 | 38  |   |   |   |    |    |      |
| 19   | Almagro                        | 1,000 | 38  |   |   |   |    |    |      |
| 20   | Huracán (Tres Arroyos)         | 0,447 | 38  |   |   |   |    |    |      |

|  | Participation au barrage de promotion-relégation                                       |
|  | Relégation directe en Primera B                                                        |
|  | Ouv : Vainqueur du tournoi d'Ouverture 2004 Clo : Vainqueur du tournoi de Clôture 2005 |

### Barrage de promotion-relégation
| Équipe 1                 | Résultat | Équipe 2                 | Aller | Retour |
| ------------------------ | -------- | ------------------------ | ----- | ------ |
| Atlético de Rafaela (D2) | 2 - 4    | Argentinos Juniors (D1)  | 2 - 1 | 0 - 3  |
| Huracán (D2)             | 1 - 3    | Instituto (Córdoba) (D1) | 1 - 2 | 1 - 0  |

## Bilan de la saison
| Championnat d'Argentine de football 2005 | |
| Champion                                 | Vélez Sarsfield (6e titre) |
| Coupes et trophées                       | |
| Vainqueur de la Coupe d'Argentine 2005   | Non disputée |
| Qualifications continentales             | |
| Copa Libertadores 2006                   | Newell's Old Boys (Rosario) Velez Sarsfield Estudiantes (La Plata) Rosario Central River Plate (tour préliminaire)                     |
| Copa Sudamericana 2005                   | Boca Juniors (tenant du titre) Newell's Old Boys (Rosario) Velez Sarsfield Estudiantes (La Plata) Rosario Central River Plate Banfield |
| Promotions et relégations                | |
| Promus en Primera Division               | Gimnasia y Esgrima (Jujuy) Tiro Federal (Rosario)                                                                                      |
| Relégués en Primera B Nacional           | Almagro Huracán (Tres Arroyos) |